# Jesper Thilo

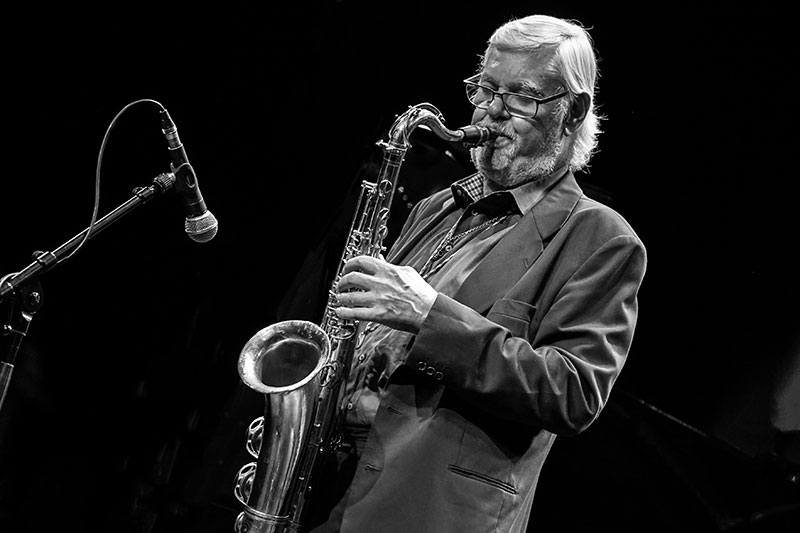
Jesper Thilo (2018)

Jesper Thilo (* 28. November 1941 in Kopenhagen) ist ein dänischer Jazzmusiker (Alt- und Tenorsaxophon, Klarinette und Flöte).

## Leben und Wirken
Thilo begann im Alter von elf Jahren mit dem Saxophonspiel; er studierte am Königlichen Musikkonservatorium klassische Klarinette. Er gehörte zunächst zu Arnvid Meyer’s Orchestra und einem Quintett um Bent Jædig. Nach dem Militärdienst wurde er 1966 als Altsaxophonist Mitglied der Danmarks Radios Big Band, der er mit Unterbrechungen 25 Jahre lang angehörte. Daneben war er wieder bei Meyer tätig (bis 1973); zudem spielte er von 1968 bis Mitte der 1970er Jahre spielte er in der Beatkapel um Niels Jørgen Steen und begann im Umfeld der dänischen Mainstream-Jazz-Szene zu wirken. Als Sideman wirkte er u. a. bei Aufnahmen von Edmond Hall, J. C. Higginbotham, Roy Eldridge, Ben Webster, Coleman Hawkins, Benny Carter, Harry Sweets Edison, Eddie Lockjaw Davis, Vic Dickenson, Dizzy Gillespie und Clark Terry.
Mit seinem Quintett gastierte er beim Montreux Jazz Festival 1971. Seit Beginn der 1970er Jahre veröffentlichte er unter eigenem Namen eine Reihe von Alben auf den Plattenlabels Storyville Records bzw. Music Mekka. Auch gehörte er ab 1980 zu Ernie Wilkins’ Almost Big Band und später von Steens Gruppen Saxmaniacs und A-Team.
Thilo ist als Solist vielseitig und gefragt; sein frühes Spiel orientierte sich an Ben Webster und Coleman Hawkins, später erinnerte seine Stilistik an Dexter Gordon und Lockjaw Davis. Fantasievolle und beeindruckende Soli sind etwa auf Aufnahmen mit Meyer, Steen, Gugge Hedrenius, der DR Big Band, Finn Savery, Wilkins, Wild Bill Davison, Børge Roger Henrichsen, Al Grey, Roland Hanna, Clark Terry, Sweets Edison oder Hank Jones zu hören, aber auch mit Klüvers Big Band.
1977 erhielt Thilo als erster Musiker den angesehenen Ben Webster Prize.

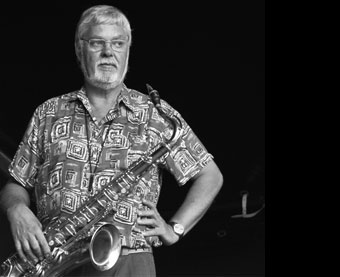
Jesper Thilo

## Diskographische Hinweise
- Tribute to Frog mit Richard Boone, Jesper Lundgaard, Svend-Erik Nørregaard, Clark Terry, 1980
- Copenhagen 1980 (live) mit Billy Hart, Jesper Lundgaard, Svend-Erik Nørregaard, Clark Terry, Mads Vinding, 1980
- Jesper Thilo Quartet Swingin' Friends
- Aura mit Miles Davis, 1985
- Jesper Thilo Quintet featuring Harry Edison mit Harry Sweets Edison, Ole Kock Hansen, Jesper Lundgaard, Svend-Erik Nørregaard, Hugo Rasmussen, 1986
- Jesper Thilo Quintet with Hank Jones mit Hank Jones, Svend-Erik Nørregaard, Doug Raney, Hugo Rasmussen, (Storyville, 1991)
- Strike Up the Band mit Bob Barnard, Romano Cavicchiolo, Henri Chaix, Stephan Kurmann, 1998
- Snap Your Fingers mit Søren Kristiansen, Thomas Ovesen, 2002
- Ken Peplowski & Jesper Thilo Happy Together: Live At Birdland Volume One (2008)
- Jesper Thilo, Olivier Antunes, Bo Stief, Frands Rifbjerg Jesper Thilo on Clarinet (2010)
- Still Movin’ (mit Ben Besiakov, Jesper Lundgaard)